# Ханачи, Пируз
Пируз Ханачи (родился 22 мая 1964) — иранский архитектор и политик-реформист. Мэр Тегерана с 28 ноября 2018 года по 8 августа 2021 года, сменил на этой должности Мохаммада-Али Афшани.

## Биография
Родился 22 мая 1964 года в Тегеране. В 1991 году получил степень магистра архитектуры, а в 1999 году докторскую степень в Тегеранском университете. Работал профессором архитектуры на факультете изящных искусств в Тегеранском университете. Затем, Пируз Ханачи занимал должность заместителя мэра по техническим вопросам и развитию. Затем работал заместителем мэра по градостроительству и архитектуре.
13 ноября 2018 года городской совет Тегерана назначил Пируза Ханачи исполняющим обязанности мэра города. Получив 11 голосов из 21, Пируз Ханачи стал третьим мэром, назначенным Исламским городским советом Тегерана и 14-м после Исламской революции в 1979 году. Является третьим избранным мэром с тех пор, как реформаторы одержали победу на выборах в городской совет в мае 2017 года. Изначально, проверка его биографии была отложена, возможно, в попытке нанести ущерб реформистскому движению в Иране.